# Akhil Bharatiya Vidyarthi Parishad
Der Akhil Bharatiya Vidyarthi Parishad (ABVP, Hindi अखिल भारतीय विद्यार्थी परिषद, „Gesamtindischer Studentenrat“) ist die Studentenorganisation des hindunationalistischen Rashtriya Swayamsevak Sangh (RSS). Im Zeitraum 2014/15 hatte der ABVP mehr als 3,2 Millionen Mitglieder.

## Geschichte
Der ABVP wurde am 9. Juli 1949, kurz nach der Unabhängigkeit Indiens, in Neu-Delhi als Studentenorganisation bei den Behörden registriert. Wesentlich an der Gründung beteiligt war Balraj Madhok, ein RSS-Aktivist und Lehrer, der die Überzeugung vertrat, dass der RSS seinen Einfluss auf die Hochschulen ausdehnen müsse, um den sich ausbreitenden Aktivitäten der Kommunisten entgegenzutreten. Der RSS selbst war zu dieser Zeit nach der Ermordung von Mohandas Gandhi durch einen Hindu-Nationalisten für ein Jahr als Organisation verboten worden. Aufgabe des ABVP sollte es sein, das Gedankengut des RSS an den Universitäten zu vertreten und zu verbreiten und gleichgesinnte Dozenten und Studenten zusammenzubringen. In den ersten Jahren wuchs die Organisation nur langsam, bis Yeshwantrao Kelkar, ein Dozent aus Bombay, 1958 die Leitung übernahm und den ABVP nach Eigendarstellung zu der Organisation ausbaute, die er heute ist. Nach und nach dehnte der ABVP seine Aktivitäten auf ganz Indien aus.

## Aktivitäten und Kritik
Erklärtes Ziel des ABVP ist die Beförderung der nationalen Integration Indiens und der Lösung sozialer und wirtschaftlicher Probleme auf der Basis der hindunationalistischen Weltanschauung. Zu diesem Zweck beteiligt sich der ABVP an Wahlen zu studentischen Interessenvertretungen und organisiert verschiedene Programme für Studenten, z. B. Bücher-Börsen, studentische Arbeitsvermittlung, Sportveranstaltungen, Musikveranstaltungen, Studentenaustausch u. Ä. m. Interessenpolitik und Parteipolitik wird als notwendiger Bestandteil der Gesellschaft gesehen, aber formell versteht sich der ABVP als parteiunabhängig und betont, dass er nicht der Arm oder Teil einer politischen Partei sei, sondern der „studentische Arm des RSS“. Der ABVP gehört jedoch zu den sogenannten Sangh Parivar, d. h. der Familie hindunationalistischer Organisationen aus dem Umfeld des RSS, die enge Beziehungen zur Bharatiya Janata Party (BJP) haben. Viele ABVP-Mitglieder sind gleichzeitig BJP-Parteigänger und viele führende BJP-Politiker waren früher Aktivisten des ABVP.
In der Vergangenheit kam es wiederholt zu Konflikten und gewalttätigen Auseinandersetzungen mit ideologisch anders ausgerichteten Studentengruppen, beispielsweise der All India Students Association, der Studentenorganisation der marxistisch-leninistischen CPI(ML)L, der Students’ Federation of India, der entsprechenden Organisation der CPI(M)
oder der National Students’ Union of India, der Studentenorganisation der Kongresspartei.